# Ik heb nog nooit
"Ik heb nog nooit", in het Engels bekend als "Never have I Ever" is een drankspel waarbij spelers om de beurt vragen stellen aan andere spelers over dingen die ze nog nooit hebben gedaan. Andere spelers die dit wel hebben gedaan, moeten een slok nemen van hun alcoholische drank. 

## Regels
Alle spelers beginnen met een goed gevuld glas met een alcoholische drank en vormen een kring. De spelers bepalen onderling wie begint. De eerste speler begint met een stelling over iets dat hij nog nooit eerder heeft gedaan, beginnend met de frase "Ik heb nog nooit gedaan...", bijvoorbeeld "Ik heb nog nooit buiten Europa gereisd". Iedereen die op enig moment in zijn leven de actie wel heeft uitgevoerd die de eerste speler zegt (in dit geval: iedereen die buiten Europa is geweest), moet drinken. Vervolgens gaat het spel met de klok mee verder en is de volgende persoon aan de beurt om een stelling uit te spreken.

### Optionele regels
Een optionele regel is dat als niemand een slok heeft genomen, degene die de stelling heeft aangedragen, een slok moeten nemen. Deze regel dwingt de spelers om strategischer te spelen en zorgt ervoor dat er minder overbodige vragen worden gesteld.
Een andere variant houdt in dat wanneer er maar één persoon drinkt, die persoon gedetailleerd moet uitleggen waarom hij of zij drinkt. Het is ook mogelijk dat een andere speler roept "Ik drink op jouw verhaal", een flinke slok neemt en wijst naar een andere speler, waarbij die speler gedwongen wordt in details te treden.
Er zijn commerciële versies van het spel op de markt waarbij de spelers niet zelf stellingen hoeven te bedenken, maar kunnen werken met kaartjes met vooraf bedachte stellingen.
In sommige variaties kan het spel worden geïntegreerd in andere drinkspellen, zoals bij Kingsen.

## Verwijzingen in televisieseries en films
- In de Family Guy -aflevering "The Perfect Castaway" spelen Peter en zijn vrienden het spel (ook wel "I never" genoemd).
- In de horrorfilm Unfriended uit 2014 dwingt de geest van Laura Barns degenen die haar tot zelfmoord hebben gedreven tot een spelletje Never Have I Ever, waarbij een aantal geheimen worden onthuld die de vriendschappen van de spelers ernstig beschadigen.
- Het spel is te zien in de Britse komische dramafilm The Boat that Rocked uit 2009.[2]